# Gandalf
Gandalf (valódi nevén Olórin) karakter J. R. R. Tolkien angol író és filológus Arda-mitológiájában. A Hobbit és a Gyűrűk Ura egyik kulcsszereplője, a világirodalom és a filmtörténet egyik legismertebb karaktere, személye mind az irodalomban, mind a filmvásznon rendkívül közkedvelt. Sir Peter Jackson új-zélandi rendező nagy sikerű filmadaptációiban Sir Ian McKellen angol színész formálta meg, kinek játékát mind a szakmai kritika, mind a nagyközönség az egyetemes filmtörténet egyik kiemelkedő alakításának tartja.
Gandalf a tolkieni mitológiában elfoglalt helye szerint maia, egyfajta angyali lény, aki részt vett a világ teremtésében, nagy hatalmú, bölcs és halhatatlan, ugyanakkor fizikai teste elpusztítható. Tolkien és egyes irodalmárok is a skandináv mitológia Odin istenével, egészen pontosan annak vándor-alakjával azonosítják. Mások a Cumai Sibillával azonosítják, aki Aineiaszt vezérelte Vergilius Aeneis című eposzában, vagy éppen megával Vergiliusszal Dante Isteni színjáték című művében. Egyes értelmezések szerint a halálból való visszatérése Jézus Krisztussal állítható párhuzamba, illetve a kereszténységben ismert Jézus hármas tiszte közül ő testesíti meg a prófétát (míg Zsákos Frodó a papot, Aragorn pedig a királyt).
Valinorban egész Arda királya, Manwe szolgálatában állt, majd két másik maiával a harmadkor 1000. éve körül az istarok, más néven mágusok rendjének tagjaként érkezett Középföldére, hogy segítse annak népeit a Sauron elleni harcban. Mágusként hatalmát többnyire bátorítással és meggyőzéssel gyakorolja, nagy tudású, és folyamatos vándoréletet él. Fő küldetése, hogy megállítsa Sauront, és elpusztítsa az Egy Gyűrűt. Karaktere a tűzzel hozható összefüggésbe, az egyik Hatalom Gyűrűjét, a Naryát ő viseli, amely a tűz gyűrűje - ez olyan apróságokban nyilvánul meg, mint pl., hogy fantasztikus tűzijátékokat tud csinálni, egészen olyan nagy tettekig, hogy a tüzet fegyverként használja az ellenséggel szemben.

## Fiktív életrajza

### Valinorban
Neve Olórin volt, „A szilmarilok” Valaquenta című fejezetében úgy kerül bemutatásra, mint maia, Manwë környezetéből, akit a maiák legbölcsebbjének tartottak. Két másik vala is közel állt hozzá: Irmo, akinek kertjeiben élt, és Nienna, a könyörületesség patrónusa. A harmadkorban Manwë javaslatára a mágusoknak (más néven: istarok), vagyis annak az öt maiának egyike lett, akiket Valinor urai a kor 1000. évében Középföldére küldtek, hogy segítsék az ott élő népeket a második Sötét Úr, a Gyűrűk Ura, Sauron elleni küzdelmükben. Olórin eleinte nem akarta vállalni a feladatot, mert félt Saurontól, de Manwë szerint annál inkább mennie kellett.  Mivel a többi mágushoz hasonlóan eredetileg angyalszerű lény volt, hogy osztozzon az emberek nehézségeiben és fájdalmában, ember képében érkezett. Mint maia, ő is a Teremtő (Eru/Ilúvatar) szolgálatában állt, pontosabban a „Titkos Tüzében” (ami Eru tőle elválaszthatatlan teremtő tevékenysége). Főképp tanácsaival, bölcsességével segítette a halandókat és a tündéket, mágikus hatalmát viszonylag ritkán használta, és emberi alakban kevésbé tűnt félelmetesnek. A valák a félelemkeltést el akarták kerülni.

### Középföldén
Amikor a (harmadkor ezredik éve körül) utolsóként Középföldére érkezett, Círdantól, Szürkerév (Mithlond) tünde urától megkapta a Naryát, vagy más néven a Tűz Gyűrűjét, az Eregionban kovácsolt Három Gyűrű egyikét. Saruman ezt később megtudta, és emiatt irigyelni kezdte. Gandalf a gyűrű birtoklását alaposan elrejtette mindenki elől, és nem is volt nyilvánvaló, hogy nála van, egészen addig, míg Szürkerévben hajóra nem szállt a többi gyűrűhordozóval. Érkezése után kétezer éven keresztül munkálkodott, számos szövetségest felsorakoztatott maga mellett, akik segítségére siettek a Sauron elleni végső harcban. Kapcsolata Sarumannal – a rendje fejével – feszült volt, mert küldetésük során nem volt szabad nyers erőt használniuk, hogy uralkodjanak az emberek felett, és ez a szabály Sarumannak egyre kevésbé volt ínyére.
A harmadkor 2063. évében Dol Guldurba, (Sauron erődjébe) ment kémkedni, mert úgy gyanította, hogy nem a Gyűrűlidércek, hanem maga Sauron lakozik ott. Mikor 2460-ban a Homály ismét visszatért Dol Guldurba, a fenyegetésre válaszul létrejött a Fehér Tanács. Galadriel azt szerette volna, ha Gandalf lesz a Tanács feje, de ő visszautasította ezt, helyette választották meg Sarumant, aki a legtöbbet tudta Sauron másodkori tevékenységéről. 2850-ben ismét Dol Guldurba ment és rájött, hogy annak ura maga Sauron. Thráintól, az ott raboskodó törp királytól, aki maga is a Hét Gyűrű egyikének birtokosa volt, megörökölte Erebor, a Magányos Hegy kulcsát, és sikerült megszöknie onnan. Szorgalmazta Sauron kiűzését, de Saruman leszavazta, mondván, Sauron most mindenütt az Egy Gyűrűt keresi, mert csak annak birtoklásával lehetne hatalma teljes, de azt sosem fogja megtalálni, mert az az Anduin folyóba veszett. Az ügy ugyan ennyiben maradt, de Saruman a saját kémeivel elkezdte kerestetni az Egy Gyűrűt. 
A „Befejezetlen regék Númenorról és Középföldéről” című kötetben olvasható, „Az erebori küldetés” című esszéből kiderül, hogy Gandalf egy véletlen találkozás alkalmával sugalmazta Thráin fiának és egyben utódának, Tölgypajzsos Thorinnak, hogy foglalja vissza Erebort, és a Társaságba vegye be Zsákos Bilbót a Megyéből, talán azért, hogy a későbbiekben a Megyében élő félszerzetekre is számíthasson. A küldetés támogatása azért is volt fontos számára, mert tudta, hogy egy Völgyzugoly elleni támadás során Sauron félelmetes harcosként vethetné be Smaugot, a sárkányt.

### A hobbit eseményei
Bilbóra azért esett a választása, mert jóbarátja volt az öreg Tuk, Bilbó egyik őse, és úgy érezte, benne is megvan az a szellem, ami egy ilyen küldetéshez kellhet. Küldetésük során nála volt a térkép és a kulcs, útközben, Trollháza lankáin pedig trollokkal való összecsapást követően szert tett Glamdringra, a híres tündekardra, melyet Gondolinban kovácsoltak. Gandalf alkalmanként magára hagyta a törpök társaságát, a Bakacsinerdő után pedig el is vált tőlük, mondván, fontos teendői vannak. Csak később, Erebor falainál bukkant fel újra magát öregembernek álcázta, ahol a törpök, az emberek és a tündék készültek összecsapni a törpváros mérhetetlen kincseiért. Ezután részt vett a wargok és az orkok megérkezése után már „Öt Sereg Csatájának” nevezett ütközetben, majd hazavitte Bilbót a Megyébe. Ekkor fedte fel, hogy amíg távol volt, sikeresen meggyőzte a Tanácsot, hogy Sauronnal mégis kezdeni kell valamit (hiszen az Egy Gyűrű nélkül is hatalmas gaztettekre képes), és egyesített erejükkel kiverték Dol Guldurból a szellemét. Sauron számított erre, és megjátszotta, hogy visszavonul, de valójában Mordorba költözött.

### A Gyűrűk Ura eseményei
Bilbó kalandja után keresztül-kasul átutazta Középföldét, hogy Sauron visszatéréséről informálódjon, és még inkább, hogy megtudjon egyet s mást az Egy Gyűrűről, miután rendkívül gyanússá vált neki Bilbó, aki a kalandok során szert tett egy gyűrűre, de azzal kapcsolatban elég fura mesével állt elő. Ekkortájt barátkozott össze Aragornnal, állított kószákból őrséget a Megye határára és kezdett el gyanakodni Sarumanra. Amennyi időt csak tudott, a Megyében töltött, és eközben összebarátkozott Frodóval, Bilbó unokaöccsével.
A száztizenegyedik születésnapja alkalmából tartott hobbitfalvi születésnapi ünnepségén rávette a Megyéből elvándorolni készülő Bilbót, hogy ajándékozza a Gyűrűt Zsákos Frodónak. Az elkövetkező tizenhét évet azzal töltötte, hogy válaszokat keressen, és Minas Tirith levéltárában meg is találta Isildur egy fennmaradt leírását az Egy Gyűrűről. Ezt követően Gollam nyomába eredt Aragornnal, majd mikor elfogták, kivallatta. Ebből megtudta, hogy Gollamot már korábban bebörtönözték Mordorban, kínzásoknak vetették alá, és így Sauron tudomást szerzett arról, hogy a Gyűrű újra felbukkant. Gyanúját megerősítette, amikor visszatért Hobbitfalvára, és Zsákos Frodó jelenlétében a tűzbe dobta a gyűrűt, amelyen megjelent az azt egyértelműen azonosító írás. Gandalf sürgette Frodót, hogy amint tud, induljon el vele Völgyzugolyba, mert nagy veszélyben van. Megígérte neki, hogy visszatér az ötvenedik születésnapjára, majd eltávozott. Rendtársa, Barna Radagast értesítette arról, hogy a Gyűrűlidércek elhagyták Minas Morgult, és hogy Saruman beszélni akar vele. Gandalf megkérte Radagastot, hogy az állataival figyeltesse a Gyűrűlidércek mozgását, majd jelentsenek neki Vasudvardba, ahová ezután készült. Sietős távozásának okairól egy levelet hagyott Bríben a Pajkos Póni fogadóban. Saruman azonban már régóta tervezte, hogy valamiképp megszerzi az Egy Gyűrűt, és ebben kérte Gandalf segítségét. Gandalf azonban megtagadta tőle a segítséget, ezért Saruman bebörtönözte Orthancban, ahonnan azonban sikerült megszöknie Szélura Gwaihir, a sasok vezérének segítségével.
Ezután Rohanba ment, hogy lovat kérjen Théoden királytól, aki ekkor Kígyónyelvű Grímának, Saruman kémének befolyása alatt állt. Ő annyit mondott neki, hogy válasszon egy lovat, aztán sürgősen távozzon. Gandalf választása Keselyüstökre, a páratlanul gyors és agilis lóra esett. Vele indult vissza a Megyébe, de már nem találta ott Frodóékat, ezért a nyomukba eredt. Útközben megtudta azt is, hogy Aragorn is csatlakozott a társasághoz. Tudtán kívül megelőzte őket (mert ő az úton haladt, nem kerülővel), majd a Széltetőn összecsapott a Gyűrűlidércekkel, akiknek egy részét sikeresen elcsalta. Végül nem sokkal Frodóék érkezése előtt ért ő is Völgyzugolyba.
Ott az összegyűlt szabad népek képviselői előtt Gandalf felfedte az Egy Gyűrű mibenlétét, elmesélte annak történetét, és azt is, hogy Saruman immár Sauron szövetségese. Amikor eldöntötték, hogy a Gyűrűt el kell pusztítani, Gandalf önként vállalkozott, hogy elkíséri Frodót, a Gyűrűhordozót. Ő győzte meg Elrondot, hogy Trufa és Pippin is csatlakozzanak a társasághoz.
Gandalf és Aragorn vezetésével a Gyűrű Szövetsége délnek indult. Miután sikertelenül próbáltak a téli hóviharban átvágni a Caradhras hágóján kelet felé, kénytelenek voltak Moria törp-tárnáin keresztül átvágni a Ködhegység alatt. Ott felfedezték, hogy a nemrég alapított törp-kolóniát kivégezték. Hirtelen orkok és trollok támadtak rájuk, de sikeresen elmenekültek előlük. Khazad-dûm hídjánál aztán szembetalálkoztak „Durin Vesztével”, egy balroggal az ősi világból. Gandalf összecsapott vele, hogy időt nyerjen a többiek számára.
A balrog odaért a hídhoz. Gandalf az ív tetején állt. Bal kezében a bot, arra támaszkodott, a másik kezében meg Glamdring fénylett hidegen és fehéren. Ellensége megtorpant, rámeredt, s mint két roppant szárny, tárult ki az alakját burkoló homály. Korbácsát fölemelte, ágai pattogtak, nyiszogtak. Orrlyuka lángolt. De Gandalf állta a sarat.
  -  Nem tudsz átjönni - mondta. Az orkok kővé meredtek, halálos csönd volt. - Én a Titkos Tűz szolgája vagyok, én őrzöm Anor lángját. Nem tudsz átjönni. A Fekete Tűz nem segít neked, Udûn lángja. Takarodj vissza a Homályba! Át úgyse tudsz jönni.
Botjával lesújtott a hídra, amely összedőlt, és magával ragadta a balrogot is. Ám az az utolsó erejével még Gandalf után csapott, ostorát a lába köré tekerte, majd magával rántotta a mélybe. Ezután Moria legmélyére, egy tóba zuhantak. Gandalf üldözőbe vette a balrogot, amely menekülőre fogta, és nyolc napon keresztül rohantak, egészen a Zirakzigil csúcsáig, a felszínre. Ott két napig küzdöttek, majd Gandalf győzedelmesen végzett a balroggal. De mindennek a végére annyira kimerült lett, hogy földi teste meghalt, ő maga pedig „kiballagott gondolatból és időből”.

### Fehér Gandalf
Gandalfot ezt követően immáron Fehér Gandalfként „küldték vissza” a valák, hogy teljesítse a küldetését. Gwaihir vitte őt vissza Lothlórienbe, ahol fehérbe öltöztették és ellátták sérüléseit. Ezután a Fangorn erdőbe ment, ahol találkozott Aragornnal, Legolasszal és Gimlivel, akik először tévedésből Sarumannak hitték. Ezután együtt utaztak Rohanba, ahol felfedezték, hogy Théoden most még inkább Gríma befolyása alatt áll. Ott sikeresen felszabadította a királyt, majd meggyőzte, hogy csatlakozzon a Sauron elleni harchoz. Mivel még Sarumannal is össze kellett csapniuk, Nyugatvégre utazott, hogy seregeket gyűjtsön, akikkel még épp idejében érkezett, hogy megfordítsa a Helm-szurdoki csata kimenetelét. Gandalf és Théoden együtt lovagoltak Vasudvardba, amelyet Trufa és Pippin segítségével az entek leromboltak. Gandalf kizárta Sarumant a rendből és a Fehér Tanácsból, majd kettétörte a botját, majd lényegében a helyére lépett. Gríma megpróbálta őt megdobni a torony tetejéből egy palantírral, amellyel mellétrafált, Gandalf pedig eltette azt, mielőtt Pippin vette volna magához. Később azonban Pippin mégis belenézett, amíg Gandalf aludt, és a kő segítségével szemtől szembe nézett Sauronnal. Emiatt Gandalf végül Aragornra bízta a palantírt, ő maga pedig magával vitte Pippint Minas Tirith-be, nehogy több galibát okozzon.
Minas Tirith-ben megkezdi a felkészítést a közelgő támadásra, de a város helytartója, Denethor nem nézi jó szemmel ténykedését. Mikor másodszülött fia, Faramir súlyosan megsérül a csatában, Denethor a gyásztól eszét veszti, ezért Gandalf és Imrahil herceg vezetik a védekezést az ostrom során. Amikor betörik a város kapuját, Gandalf odalovagol Keselyüstök hátán és szembenéz a Boszorkányúrral. Ekkor megérkezik a rohani sereg, ő pedig Pippin kérésére nem tart velük a csatába, hanem Faramiron kell segítenie, akit az apja önmagával együtt elevenen el akar égetni. Végül megmenti Faramirt, Denethor azonban felgyújtja magát – Gandalf szerepe az ütközetben ezzel be is fejeződik. Később aztán ő javasolja, hogy rendezzenek meg egy színlelt támadást a mordori Fekete Kapu ellen, hogy így nyerjenek időt Frodónak és Samunak.
Nekem tehát ez a tanácsom. A Gyűrű nincs nálunk. Bölcsességből vagy bolondságból, de elküldtük, hogy megsemmisüljön. Máskülönben nem tudunk vereséget mérni az erőire. De mindenáron távol kell tartanunk a szemét igazi veszedelmétől [...] Elő kell csalogatnunk rejtett erejét, hogy országát kiürítse. [...] Önmagunkat kell odavetnünk csaléteknek, hogy ránk harapjon. [...]
Nekünk meg nyitott szemmel, bátran kell belemennünk a csapdába, úgy, hogy a magunk számára édeskeveset remélünk. Mert, urak, nagyon könnyen bekövetkezhetik, hogy egy sötét csatában, minden eleven földtől távol, mi magunk semmisülünk meg teljesen; s még ha Barad-dûr megdől is, mi már nem érjük meg, hogy lássuk az új kort. De ez, úgy vélem, kötelességünk.
Ott találkoznak Sauron szájával, aki eléjük veti a hobbit páncélingét, ezzel látszólag azt igazolva, hogy a Gyűrűhordozó kudarcot vallott. Gandalf azonban nem fogadja el a megalázó feltételeit, ezért újabb csata tör ki. Ez egészen addig tart, míg a Végzet hegyén meg nem semmisül az Egy Gyűrű. Gandalf a sasok segítségével menti meg Frodót és Samut.
A háború után Gandalf koronázza meg Aragornt és segít neki megtalálni a gondori Fehér Fa új palántáját. Visszakíséri a hobbitokat a Megyébe, majd meglátogatja Bombadil Tomát. Két évvel később hajóra száll Szürkerévben és örökre elhagyja Középföldét.

## Nevei

### A Gandalf név eredete

A „G” betűt jelképező certh rúna, amely Gandalf jeleként szerepel a művekben.

A Gandalf név nem Tolkientől származik, norvég tulajdonnév. A legendás Gandálf Álfgeirsson az egyik kis norvég királyság, Vigulmark uralkodója volt a 9. században, a Verses Eddában Gandalf egy törpe mellékszereplő neve.

### Egyéb nevek
Gandalfnak számos neve van, amint az „A két torony” IV. könyv V. fejezetében Faramir is felidézi: „Sok országban sok nevem van. A tündék közt Mithrandir vagyok, a törpök közt Tharkûn; Nyugaton, rég elfeledett fiatalkoromban Olórin voltam; délen Incánusnak hívnak, északon Gandalfnak; keletre pedig nem járok.” A hobbit korai vázlatában a Bladorthin névre hallgat. A Mithrandir név jelentése „Szürke Zarándok”, a Tharkûn „Botos Ember”-t jelent a törpök nyelvén. Az Olórin nemestünde-név, jelentése az álmokkal illetve a tisztánlátással van kapcsolatban. A Gandalf név „bottal járó tündét” jelent, hasonlóan mint az ónorvég nyelvben. Az Incánus név Tolkien jegyzetei alapján jelenthet „idegent”, de lehet egy haradi szó quenya torzítása is, mely szerint a jelentése „Észak kémje”.
Középföldén a mágusokat köpönyegük színe különbözteti meg egymástól. Gandalf köpönyege kezdetben szürke színű volt, ezért nevezték őt Szürke Gandalfnak, Zsufazekés (szürkeköpönyeges) Gandalfnak, illetve ezért lett a tündék között is Szürke Zarándok. A gyűrűk ura történései közben a valák Gandalfot a mágusok rendjének fejévé teszik, melyhez új köpeny is dukál, így ő lesz Fehér Gandalf. Egy új nevet is kap, ez a Fehér Lovas. Mindazonáltal a tündék továbbra is Mithrandir néven hívják, illetve a gonosz erők és a negatív karakterek is gyakran gúnyneveket akasztanak rá: láthspell-nek (Vészmadár) nevezik, illetve Szürke Bolondnak titulálják.

## Karaktere
Az istarokról szóló tanulmányában Tolkien részletesen szólt Gandalfról is, mely a „Befejezetlen regék Númenorról és Középföldéről” című gyűjteményben jelent meg. Eszerint ő érkezett utolsónak Középföldére a rendje tagjai közül, „a legcsekélyebbnek látszott mind közül, alacsonyabbnak és öregebbnek tűnt a többinél, haja és köpönyege szürke volt, ő maga pedig botra támaszkodva járt”. Mégis, Círdan a tünde hajóács úgy találta, hogy ő a leginkább nemes lelkű és bölcs, ezért neki adta a Naryát, a Tűz Gyűrűjét. Tolkien a tanulmányában később is összefüggésbe hozza Gandalfot a tűzzel:
Közvetlen és melegszívű volt (ehhez a Narya gyűrű ereje is hozzájárult), mert ő volt Sauron Ellensége; szembeszállt a mindent fölfaló és elpusztító lánggal, feltűnt mindenhol, ahol szükség volt rá, és alig pislákolt a remény; ám jókedvét, haragját vagy örömét örökké elrejtette a hamuszürke köntös, amely mögött csak azok látták meg a ragyogást, akik jól ismerték őt. Vidám és kedves volt a fiatalokkal és nyíltszívűekkel, de fürge és éles volt a nyelve, ha ostobával akadt dolga. Mégsem lett önhitt, mégsem kereste a hatalmat vagy a dicsőséget, ezért közel s távol tisztelte és szerette mindenki, aki maga sem volt dölyfös. Soha nem fáradt el: leggyakrabban gyalogszerrel, botjára támaszkodva járt; ezért kapta északon az emberek között a Gandalf nevet, amely annyit jelent: „a Bottal Járó Tünde". Ugyanis azt hitték róla (mint már említettük, tévesen), hogy tünde, mivel gyakran látták köztük csodákat tenni. Leginkább a tűz szépségét szerette; s a tűzzel művelt mutatványokkal is jókedvet és örömöt akart kelteni, nem pedig félelmet, nehogy tanácsait is félelemmel fogadják. [...] Azt is mesélik, hogy küldetése végén egyszer alulmaradt; megölték, de ő visszatért a halálból, s akkor egy rövid ideig fehéret viselt, mely ragyogóan fénylett (bár ő a körülményekre való tekintettel elrejtette).

## Megalkotása
Tolkien életrajzírója, Humphrey Carpenter jegyezte meg, hogy az író Gandalf inspirációját egy képeslapról szerezte, amelynek Der Berggeist (hegyi szellem) volt a neve. Ezen egy fehér szakállas öregember volt látható nagy kalapban és köpenyben egy erdő kellős közepén, sziklákkal körülvéve. Ezt a képeslapot állítása szerint egy 1911-es svájci látogatása során szerezte, ugyanakkor a kép alkotója, Josef Madlener az 1920-as évek közepére teszi a megalkotását. Carpenter véleménye szerint Tolkien sem emlékezett pontosan, honnan és mikor szerezte a képeslapot.
Egy másik fontos inspiráció volt Vejnemöjnen, a finn Kalevala eposz központi alakja. Ő is idős, bölcs alak, akinek mágikus énekhangja van.
A korai vázlatokban, amikor „A hobbit” is még csak formálódott, az eleinte még Blathordin névre hallgató Gandalfot is még mint apró öregembert írta le, aki egyértelműen nem törp, de nem is olyan magas, mint egy ember. „A Gyűrűk Ura” alapján sem magas, például Elrond is magasabb nála, és a mágusok közt sem ő a legmagasabb.
Tolkien eredetileg a törpök vezérének szánta a Gandalf nevet „A hobbit” írása során, annak a karakternek, akiből később Tölgypajzsos Thorin lett. A név ugyanonnan származik, ahonnan a többi törpé (Balint kivéve): a Völuspából, amely a Verses Edda egyik költeménye. A Gandalfr névben a gandr szó jelentette a botot, az alfr pedig a tündét. A Gandalf név felbukkan még a félig történelmi Heimskringla-ban, amelyban Gandalf Alfgeirsson egy legendás skandináv király, aki Norvégia keleti részén uralkodik, és riválisa Fekete Halfdan volt. William Morris 1896-ban megjelent „A világ-túlja erdő” című regényében is felbukkan egy Gandolf nevű személy, valamint egy Silverfax nevű ló, amely Keselyüstök előképe. Morris könyve, amelyet a skandináv mitológia inspirált, és egy középkorias világban játszódik, nagy hatással volt Tolkienre. 
Később Tolkien már megbánta, hogy hirtelen elhatározás eredményeképp skandináv mitológiai neveket adott a karaktereinek. Mégis, amikor „A Gyűrűk Ura” 1942-ben formálódni kezdett eldöntötte, hogy maga a mű egy fiktív nyelvből, a nyugoriból történt fordítás, és hogy ezek a nevek az angolra fordítás során kerültek bele. A Gandalf név így lett az az angol név, amit az erebori törpök a mindennapokban a külvilág felé használtak Olórinra, miközben a saját, khuzdul nyelvükön a Tharkûn nevet használták rá.
Gandalf szerepe és fontossága a mű fejlődése során fokozatosan nőtt. Egy 1954-es levelében Tolkien egyfajta angyali inkarnációnak nevezte őt, aki azért kapott emberi külsőt, hogy képességei ezáltal is korlátozásra kerüljenek. Későbbi, 1965-ben és 1971-ben kelt leveleiben ezt megerősíti.

## Szerepe
1946-os levelében Tolkien Gandalfot „odini vándornak” nevezte, aki valóban hasonlatos a mitológiai Odinhoz, aki egyszemű öregember volt, kezében bottal, s hatalmas, csúcsos süveggel. Karaktere a jungi archetípusok közül a bölcs öregembernek feleltethető meg. Mint vándor, fontos szerepet tölt be abban, hogy a főszereplőt szokatlan és távoli helyekre kísérje, és bölcsességével segítse. Gandalf rögtön az Elrond házában történt tanácskozás után tanúbizonyságát adja ennek, amikor azt mondja: „Az imént elhangzott itt, hogy kell a társaságban valaki, akinek helyén van az esze. Ez való igaz. Azt hiszem, én is veled tartok.” Ezzel párhuzamosan Thorin „A hobbit”-ban tesz hasonló kijelentést: „Hamarosan, még napkelte előtt, hosszú útra indultunk, olyanra, amelyről úgy lehet, nem mindenki vagy éppen senki (kivéve barátunkat és fő tanácsadónkat, a találékony mágust, Gandalfot) se fog visszatérni”.

## Feldolgozásokban
- Ralph Bakshi 1978-as filmadaptációjában William Squire adta a hangját, az 1977-es Hobbit és az 1980-as A Király visszatér című animációs filmekben pedig John Huston.
- „A hobbit” 1985-ös szovjet adaptációjában Ivan Kraszko játszotta, a finn „Hobitit” című minisorozatban pedig Vesa Vierikko.
- A Peter Jackson új-zélandi rendező által készített A Gyűrűk Ura-sorozatban és A hobbit-sorozatban Sir Ian McKellen formálta meg Gandalfot, magyar hangja mindegyik filmadaptációban Bács Ferenc. A „A hobbit: Váratlan utazás” című film előzetesében Gandalf magyar hangja Papp János volt.
- Gandalf karaktere fiatalabb emberként megjelenik „A Hatalom Gyűrűi” című sorozatban, ahol Daniel Wayman alakítja (magyar hangja Sarádi Zsolt). A karaktert itt eleinte még mint Idegen emlegették, ugyanis a nézőket sokáig abban a hitben tartották, hogy esetleg ő Sauron.
- A karakter megjelenik a „Gyűrűkúra” és a „Bambit” című paródianovellákban, mint Gründolf illetve mint Göndörf. Mindkét esetben egy szedett-vedett öltözékű, ócska bűvésztrükkökkel operáló szélhámosként ábrázolják.
- Nem játékos karakterként fontos szerepet tölt be több videojátékban is. A „The Lord of the Rings Online” kibővíti a karakter történetét és számos olyan cselekménybe is belehelyezi, amelyek a regényekkel párhuzamosan történnek, és amelyeknek Gandalf aktív részese volt.